# Samuel Vince
Samuel Vince (1749 — 1821) foi um clérigo, matemático e astrônomo inglês. Foi Professor Plumiano de Astronomia e Filosofia Experimental (1796–1821) na Universidade de Cambridge.

## Trabalhos
Como matemático, Vince escreveu sobre muitos aspectos de sua experiência, incluindo logaritmos e números imaginários. Suas Observations on the Theory of the Motion and Resistance of Fluids e Experiments upon the Resistance of Bodies Moving in Fluids tiveram importância posterior para a história da aviação. Ele também foi autor do influente A Complete System of Astronomy (3 vols. 1797-1808).
Vince também publicou o panfleto The Credibility of Christianity Vindicated, In Answer to Mr. Hume's Objections; In Two Discourses Preached Before the University of Cambridge by the Rev. S. Vince. Nessa obra, Vince fez uma apologia à religião cristã e, como Charles Babbage, buscou apresentar argumentos racionais a favor da crença em milagres, contra as críticas de David Hume. Uma revisão deste trabalho com citações diretas pode ser encontrada em The British Critic, Volume 12, 1798.